# 觸動心弦
觸動心弦是日本純種競賽馬匹。生涯活躍於一哩至中距離賽事，曾勝出2016年阪神兩歲牝馬錦標及2017年優駿牝馬（日本橡樹大賽）。

## 出賽前
2014年2月13日出生於北海道千歲市社台牧場，成長途中於一口馬主俱樂部Shadai Race Horse Co. Ltd.進行馬主募集。
其後交由美浦訓練中心練馬師藤澤和雄訓練。

## 競賽生涯

### 2歲
2016年7月31日出戰札幌競馬場2歲新馬戰，比賽初段處於中團位置追走，其後成功衝出並以頸位優勢壓贏Admire Mambai取得首勝。
其後出戰公開賽常春藤錦標，比賽初段隨即因爲積極的戰術成功進佔先頭位置，於直路上更成功跑出全場最快末腳，最終以1 3/4馬位戰勝波斯劍客取得連勝。
12月11日出戰阪神兩歲牝馬錦標，雖然對手之中有月神錦標冠軍雍容白荷、小倉兩歲錦標冠軍實博女王及每日盃兩歲錦標冠軍小型艦等分級賽優勝馬，但觸動心弦仍然力壓衆多對手取得第一人氣。比賽開始後，其選擇於先頭位置展開推進，通過第四彎道時候展現優秀的反應成功佔先，後續繼續加速之下拋離後方的雍容白荷1 1/4馬位，成功以三連勝的姿態取得首個一級賽冠軍。

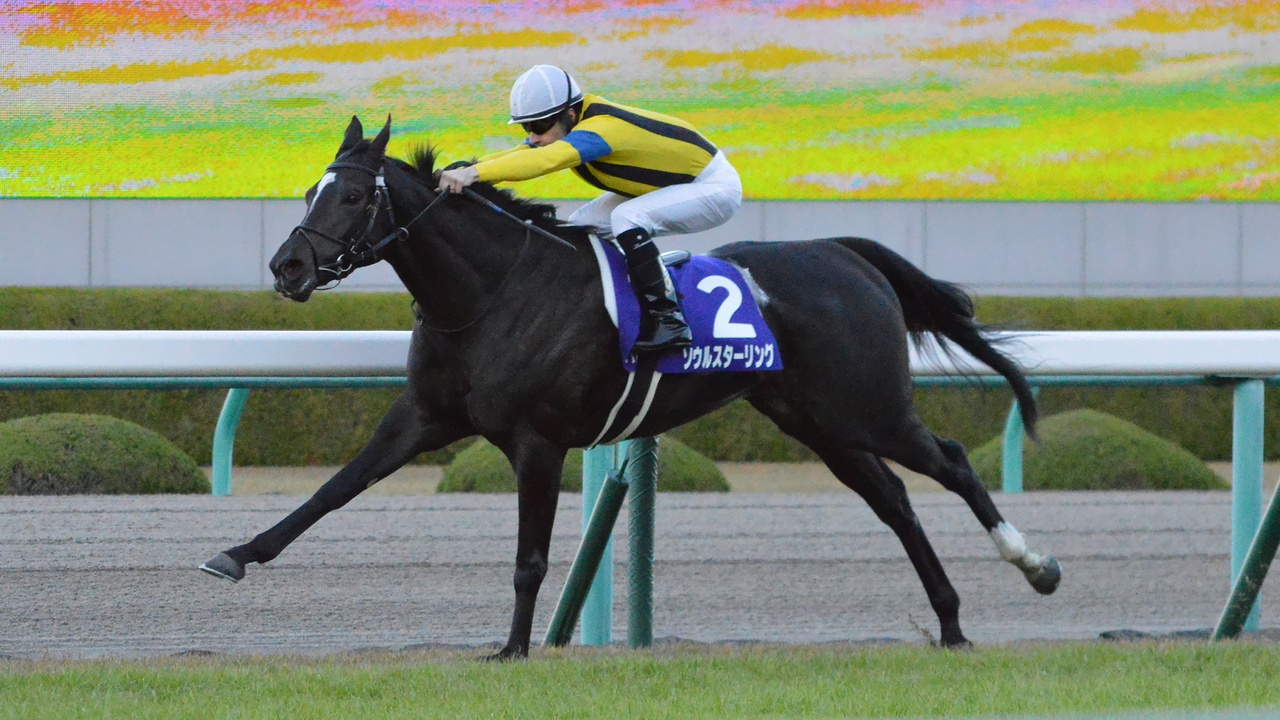
出戰阪神兩歲牝馬錦標的觸動心弦

年末，由於其而無敗的姿態登頂一級賽，其成功於評選中以近乎全票的290票當選最佳2歲雌馬。

### 3歲
2017年以櫻花賞前哨戰鬱金香賞作爲年度首戰，比賽初段選擇於中團靠前約莫第五的位置展開推進，比賽途中並未有太大動作。進入直路後，即使其一直保持速度於前方位置，其仍然有餘力進行加速，最終成功拉開後上馬豹俠女2馬位再度取得冠軍。

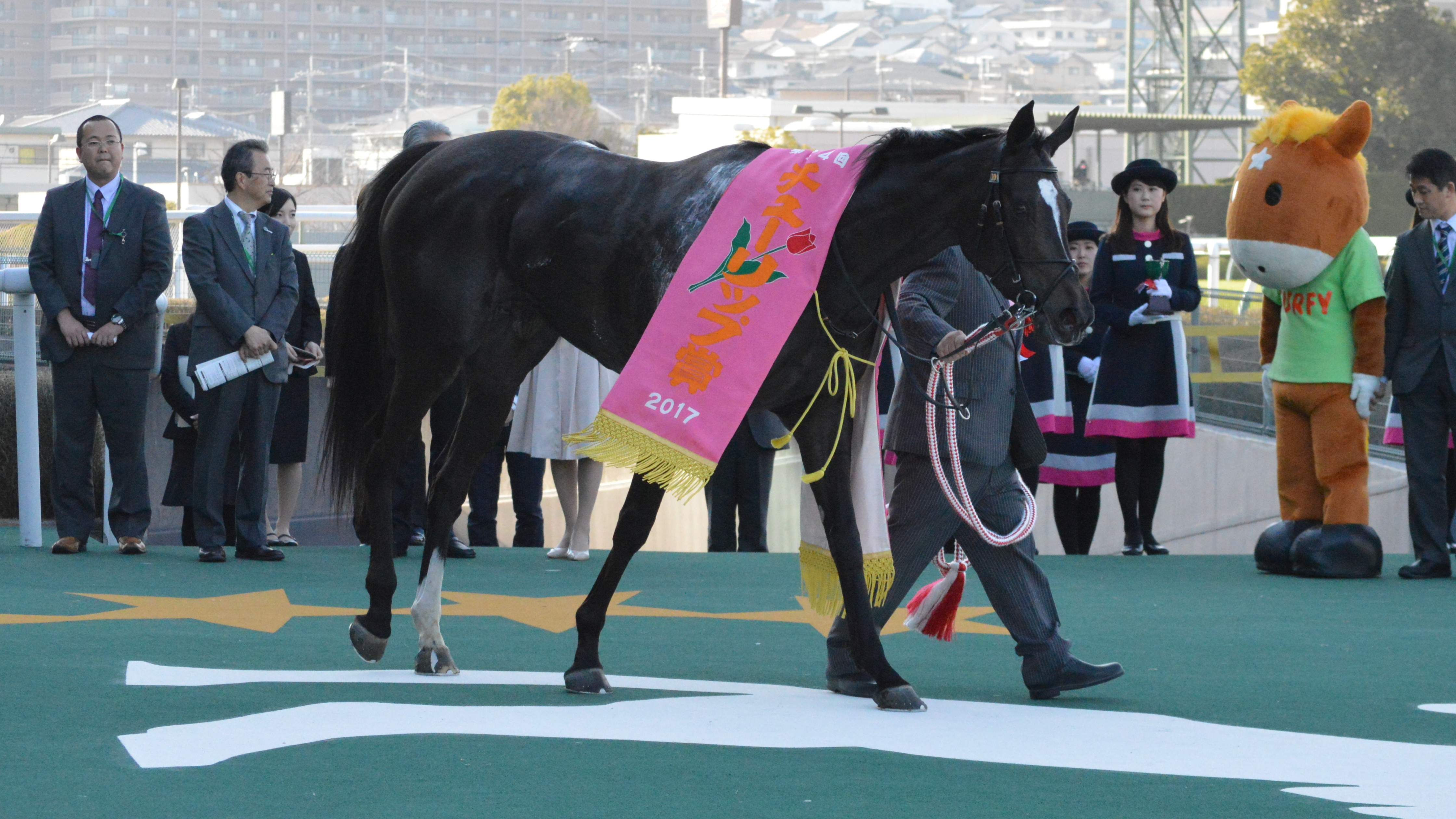
鬱金香賞頒獎儀式

其後按照計劃出戰櫻花賞，由於勝出另外一場前哨戰百花盃之Fan Dii Na選擇出戰皋月賞，於主要對手缺席之下其以壓倒性的獨贏賠率取得第一人氣。比賽開始後，其處於中團位置穩步前進，並於最後直路處於先頭部隊之中。然而於直路中段，其並未能發揮以往的爆發力進行加速，最終未能最上實搏女王之下再被雍容白荷超越，以第三完賽。
5月21日出戰優駿牝馬，雖然前哨戰花仙錦標之冠軍魔族之鳥參戰本次比賽，但其仍然憑借櫻花賞上位馬的身份以2.4倍獨贏賠率穩坐第一人氣。比賽開始後，由於其處於第1檔的最內檔位置發走，因而選擇積極搶佔位置並於第二左右展開比賽。通過最後彎道時候，其以優秀的反應響應騎師李慕華的指示加速，成功於直路上取得領先。最後200米時，雖然內欄位置的魔族之鳥突然加速衝出，但觸動心弦仍然可以憑借直路初段建立的優勢堅守位置，最終以1 3/4馬位優勢取得冠軍。
入秋後陣營並未選擇安排其出戰秋華賞，而是希望以秋季天皇賞作爲目標，並於10月8日出戰每日王冠作爲熱身。雖然比賽途中成功於直路佔先，但於最後400米時突然失去反應且失速，最終以第八大敗。
其後按照計劃出戰秋季天皇賞，然而選擇於中團位置展開追走下遭遇對居中後上馬不利的超慢步速，加上於其於直路上抽出大外檔浪費過多腳程，最終於諸多劣勢疊加之下僅跑獲第六。
11月26日出戰日本盃，由於主戰騎師李慕華選擇策騎另一匹由其主戰的賽駒金之霸，因而由杜滿樂代打策騎。比賽途中其一直保持於中團位置，然而進入直路後並未能進一步加速衝出，最終以第七完賽。
年末，由於其勝出優駿牝馬並於櫻花賞取得優秀戰績，於評選中以162票當選最佳3歲雌馬。

### 4歲
2018年以阪神牝馬錦標作爲年度首戰，雖然賽前獲得第二人氣，但於比賽途中陷入失速，最終以第十大敗。
其後出戰維多利亞一哩賽，本次比賽選擇居中戰術之下受限於天雨及黏地，未能衝出之下以第七落敗。
進入夏季後其出戰皇后錦標，比賽途中一直保持於先頭位置，雖然於直路上被迪雅卓及鎮守邊疆超越，但最終仍然可以保住一席第三，爲時隔1年2個月再次跑入三甲之內。
10月13日出戰府中牝馬錦標，於其中以第十大敗，賽後更被發現骨折，最終進入長期休養。

### 5歲
2019年5月12日於維多利亞一哩賽復出，改由武豐策騎。本次比賽其雖然於直路上表現出鬥志，然而硬實力不足下仍然以第九大敗。
其後計劃出戰葉森盃，但於賽前被發現左前腳由不良於行的跡象，最終取消出走並進入休養。
於夏季休養過後原定於秋季之府中牝馬錦標復出，但賽前其左前腳之不良於行症狀復發，迫於無奈之下再度取消出戰並進入休養。

### 6歲
2020年以中山紀念作爲復出戰，比賽開始後隨即於第二的位置追趕領放馬馬國之巔推進，進入直路後一度取得領先，但隨即被野田賢君及旺紫丁超越，最終以第三完賽。
3月28日出戰退役戰日經賞，比賽途中一度於第三彎道取得領先，但後續被衆多對手超越下以第十三落敗。
其後按照計劃退役，並於3月31日取消於日本中央競馬會的賽駒註冊。

### 詳細賽績
| 日期       | 舉辦國家 | 馬場 | 距離   | 級別 | 賽事名稱         | 負重 | 騎師     | 馬號 | 出馬 | 名次 | 時間   | 頭馬（二馬）      |
| ---------- | -------- | ---- | ------ | ---- | ---------------- | ---- | -------- | ---- | ---- | ---- | ------ | ----------------- |
| 31/7/2016  | 日本     | 札幌 | 草1800 |      | 2歲新馬          | 54   | 李慕華   | 3    | 8    | 1    | 1:51.4 | （Admire Mambai） |
| 22/10/2016 | 日本     | 東京 | 草1800 | OP   | 常春藤錦標       | 54   | 李慕華   | 7    | 9    | 1    | 1:48.9 | （波斯劍客）      |
| 11/12/2016 | 日本     | 阪神 | 草1600 | GI   | 阪神兩歲牝馬錦標 | 54   | 李慕華   | 1    | 18   | 1    | 1:34.0 | （雍容白荷）      |
| 4/3/2017   | 日本     | 阪神 | 草1600 | GIII | 鬱金香賞         | 54   | 李慕華   | 10   | 12   | 1    | 1:33.2 | （豹俠女）        |
| 9/4/2017   | 日本     | 阪神 | 草1600 | GI   | 櫻花賞           | 55   | 李慕華   | 14   | 18   | 3    | 1:34.6 | 實搏女王          |
| 21/5/2017  | 日本     | 東京 | 草2400 | GI   | 優駿牝馬         | 55   | 李慕華   | 2    | 18   | 1    | 2:24.1 | （魔族之鳥）      |
| 8/10/2017  | 日本     | 東京 | 草1800 | GII  | 每日王冠         | 53   | 李慕華   | 1    | 12   | 8    | 1:46.1 | 不撓真鋼          |
| 29/10/2017 | 日本     | 東京 | 草2000 | GI   | 秋季天皇賞       | 54   | 李慕華   | 9    | 18   | 6    | 2:09.7 | 北部玄駒          |
| 26/11/2017 | 日本     | 東京 | 草2400 | GI   | 日本盃           | 53   | 杜滿樂   | 8    | 17   | 7    | 2:24.9 | 高尚駿逸          |
| 7/4/2018   | 日本     | 阪神 | 草1600 | GII  | 阪神牝馬錦標     | 56   | 李慕華   | 6    | 13   | 10   | 1:35.4 | 豹俠女            |
| 13/5/2018  | 日本     | 東京 | 草1600 | GI   | 維多利亞一哩賽   | 55   | 李慕華   | 9    | 18   | 7    | 1:32.7 | 子夜白光          |
| 29/7/2018  | 日本     | 札幌 | 草1800 | GIII | 皇后錦標         | 56   | 北村宏司 | 2    | 11   | 3    | 1:46.7 | 迪雅卓            |
| 13/10/2018 | 日本     | 東京 | 草1800 | GII  | 府中牝馬錦標     | 55   | 北村宏司 | 3    | 11   | 10   | 1:45.9 | 迪雅卓            |
| 12/5/2019  | 日本     | 東京 | 草1600 | GI   | 維多利亞一哩賽   | 55   | 武豐     | 16   | 18   | 9    | 1:31.2 | 樸素無華          |
| 9/6/2019   | 日本     | 東京 | 草1800 | GIII | 葉森盃           | 55   | 武豐     | 13   | 10   | 退賽 | 退賽   | Leyenda           |
| 14/10/2019 | 日本     | 東京 | 草1800 | GII  | 府中牝馬錦標     | 55   | 木幡育也 | 15   | 9    | 退賽 | 退賽   | 橙紅色            |
| 1/3/2020   | 日本     | 中山 | 草1800 | GII  | 中山紀念         | 54   | 北村宏司 | 7    | 9    | 3    | 1:46.6 | 野田賢君          |
| 28/3/2020  | 日本     | 中山 | 草2500 | GII  | 日經賞           | 54   | 丸山元氣 | 7    | 14   | 13   | 2:35.7 | 覓奇燕子          |

## 退役後
退役後，觸動心弦成爲了繁殖雌馬，於北海道千歲市社台牧場休養，在2020年進行配種，首匹子嗣Stirring Up於2021年出生，可於2023年出賽。

### 詳細繁殖資料
| 數目   | 馬名          | 出生年 | 性別 | 父系             | 練馬師         | 馬主                     | 戰績              |
| ------ | ------------- | ------ | ---- | ---------------- | -------------- | ------------------------ | ----------------- |
| 第一匹 | Stirring Up   | 2021   | 雌   | Bricks and Motor | 栗東・松永幹夫 | Shadai Race Horse Co Ltd | 9戰2冠2亞（現役） |
| 第二匹 | Starred Mason | 2022   | 雌   | Bricks and Motor | 栗東・藤原英昭 | Shadai Race Horse Co Ltd | （出賽前）        |
| 第三匹 | Starlit Flare | 2023   | 雌   | 鐵鳥翱天         | 美浦・田中博康 | Shadai Race Horse Co Ltd | （出賽前）        |
| 第四匹 | 觸動心弦2024  | 2024   | 雌   | 農神節慶         |                |                          | （出賽前）        |

## 血統簡介
父系范高爾爲英國賽駒，生涯十四戰全勝並曾勝出包含二千堅尼錦標在內的八項一級賽，更於2011及2012年連霸歐洲馬王。祖父天文學家亦爲英國賽駒，爲2001年葉森打吡及英皇佐治六世及皇后伊利沙伯鑽石錦標冠軍，退役後亦成爲著名種馬。
母系勝多利大爲法國賽駒，生涯戰績彪炳，曾勝出法國橡樹大賽、紅寶錦標、聖安利爾大賽及尚羅萬尼錦標等六項一級賽。外祖父季候風爲德國賽駒，生涯戰績優秀，曾勝出一級賽艾魯盃及連霸歐洲大賽。

### 血統表
| 父線：鞍匠井系（北地舞人系）      |                         |               |                |
| 種馬 范高爾 2008年（棗色）        | 天文學家 1998年（棗色） | 鞍匠井        | 北地舞人       |
| 種馬 范高爾 2008年（棗色）        | 天文學家 1998年（棗色） | 鞍匠井        | Fariy Bridge   |
| 種馬 范高爾 2008年（棗色）        | 天文學家 1998年（棗色） | 海都市        | Miswaki        |
| 種馬 范高爾 2008年（棗色）        | 天文學家 1998年（棗色） | 海都市        | Allegretta     |
| 種馬 范高爾 2008年（棗色）        | Kind 2001年（棗色）     | 丹山          | 單色           |
| 種馬 范高爾 2008年（棗色）        | Kind 2001年（棗色）     | 丹山          | Razyana        |
| 種馬 范高爾 2008年（棗色）        | Kind 2001年（棗色）     | Rainbow Lake  | 追逐彩虹       |
| 種馬 范高爾 2008年（棗色）        | Kind 2001年（棗色）     | Rainbow Lake  | Rockfest       |
| 繁殖雌馬 勝多利大 2006年（棕色）  | 季候風 1990年（深棗色） | Konigssthul   | Dschingis Khan |
| 繁殖雌馬 勝多利大 2006年（棕色）  | 季候風 1990年（深棗色） | Konigssthul   | Konigkroung    |
| 繁殖雌馬 勝多利大 2006年（棕色）  | 季候風 1990年（深棗色） | Mosella       | Surumu         |
| 繁殖雌馬 勝多利大 2006年（棕色）  | 季候風 1990年（深棗色） | Mosella       | Monasia        |
| 繁殖雌馬 勝多利大 2006年（棕色）  | Soignee 2002年（棗色）  | Dashing Blade | Elegant Air    |
| 繁殖雌馬 勝多利大 2006年（棕色）  | Soignee 2002年（棗色）  | Dashing Blade | Sharp Castan   |
| 繁殖雌馬 勝多利大 2006年（棕色）  | Soignee 2002年（棗色）  | Suivez        | Fioravanti     |
| 繁殖雌馬 勝多利大 2006年（棕色）  | Soignee 2002年（棗色）  | Suivez        | Sear Symphony  |
| 雌系：Schwarzgold系（號族：16-c） |                         |               |                |
| 五代內近親交配：北地舞人 4×5×5    |                         |               |                |

## 命名由來
名字Soul Stirring（ソウルスターリング）意思是「攪動心靈及靈魂」，香港取其意，翻譯为「觸動心弦」。

## 外部連結
- 觸動心弦 netkeiba.com （页面存档备份，存于）
- 血統表 （页面存档备份，存于）